# 倉本すみれ
倉本 すみれ（くらもと すみれ、2001年〈平成13年〉9月14日 - ）は、日本のAV女優。ボディコーポレーション所属。

## 略歴
2021年10月に『新人20歳 女子アナにいそうなほど可愛い! 渋谷区にあるお洒落なカフェで働く敏感スレンダー美少女 エッチが好きすぎてAVデビュー!!』（MOODYZ）でAVデビュー。また月刊FANZA発表「このAV女優がすごい!2021年冬」新人編で第3位にランクインした。
月刊FANZA（2022年10月号）掲載「このAV女優がすごい!2022夏」女優編で2位、2022年11月度FANZA月間AV女優ランキングで2位、FANZA2022年年間AV女優ランキングで8位を獲得。
FANZA発表・2023年上半期AV女優ランキング11位。
2023年11月17日から12月15日まで開催のFANZAのキャンペーン企画「みんなあつまれ MOODYZキャンペーン2023」のキャンペーンガールに就任。11月27日週FANZA通販フロアランキングにて、『限界突破! 媚薬で意識がぶっ飛ぶほどイカされまくる最高潮キメセクFUCK 倉本すみれ』（MAXING）が第10位にランクイン。
FANZA発表・2023年年間AV女優ランキング通販10位、レンタル2位。
2024年1月29日週FANZA通販フロアランキングにて『唾液ダラダラのとろけるベロキスと寸止め生殺し射精コントロール 倉本すみれ』（MAXING）が初登場8位を記録。
同年2月12週FANZA通販フロアランキングにおいて、出演作『MOODYZファン感謝祭 バコバコバスツアー2024 AV男優発掘＆育成スペシャル!! AV男優を目指す素人16名とAV女優16名の1泊2日大乱交ツアー!』が初登場1位となった。
FANZA動画フロア2024年2月度月間AV女優ランキングで3位にランクイン。
3月25日週FANZA通販フロアランキングにて、『ボクのオナ禁を知った彼女の妹から射精禁止の焦らしフェラチオで何度も暴発させられ台無し射精管理され続けた 倉本すみれ』（h.m.p）が第6位となる。
2024年4月発売『アサヒ芸能』発表「2024現役AV女優セクシー総選挙」において総合30位となる。
2024年4月22週FANZA通販フロアランキングにおいて『彼氏と私の言いなりNTR記録 倉本すみれ』が8位ランクイン。
FANZA動画フロア2024年4月度月間AV女優ランキング2位。FANZAレンタルフロア2024年5月度月間AV女優ランキングにおいて、第9位ランクイン。FANZA動画フロア2024年7月度月間AV女優ランキングでは4位ランクイン。FANZA動画フロア2024年8月度月間AV女優ランキングで同じく4位ランクイン。
2024年8月発売『月刊FANZA』同年10月号で発表された、FANZA2024年上半期女優ランキングで3位にランクインした。
2024年9月6日、美園和花、大槻ひびき、橘メアリー、波多野結衣、吉根ゆりあ、森日向子、乙アリス、木下ひまり、月野江すいと共にFANZA / HHHグループ『トリプルハッピーキャンペーン2024』のキャンペーンガールに就任。
2024年10月15日、企画単体を離れ、同年11月から3メーカー（無垢・本中・ダスッ!）の専属女優になることを自身のXにて発表。また、FANZA動画フロア2024年10月度月間AV女優ランキングで6位にランクインした。
FANZA動画フロア2025年1月度月間AV女優ランキングで再び6位ランクイン。
2025年5月31日、松本いちかと結成したアイドルユニット「fleuЯR（フルール）」のデビューシングル『好きすぎる / 明日くもりのち』を配信リリース。

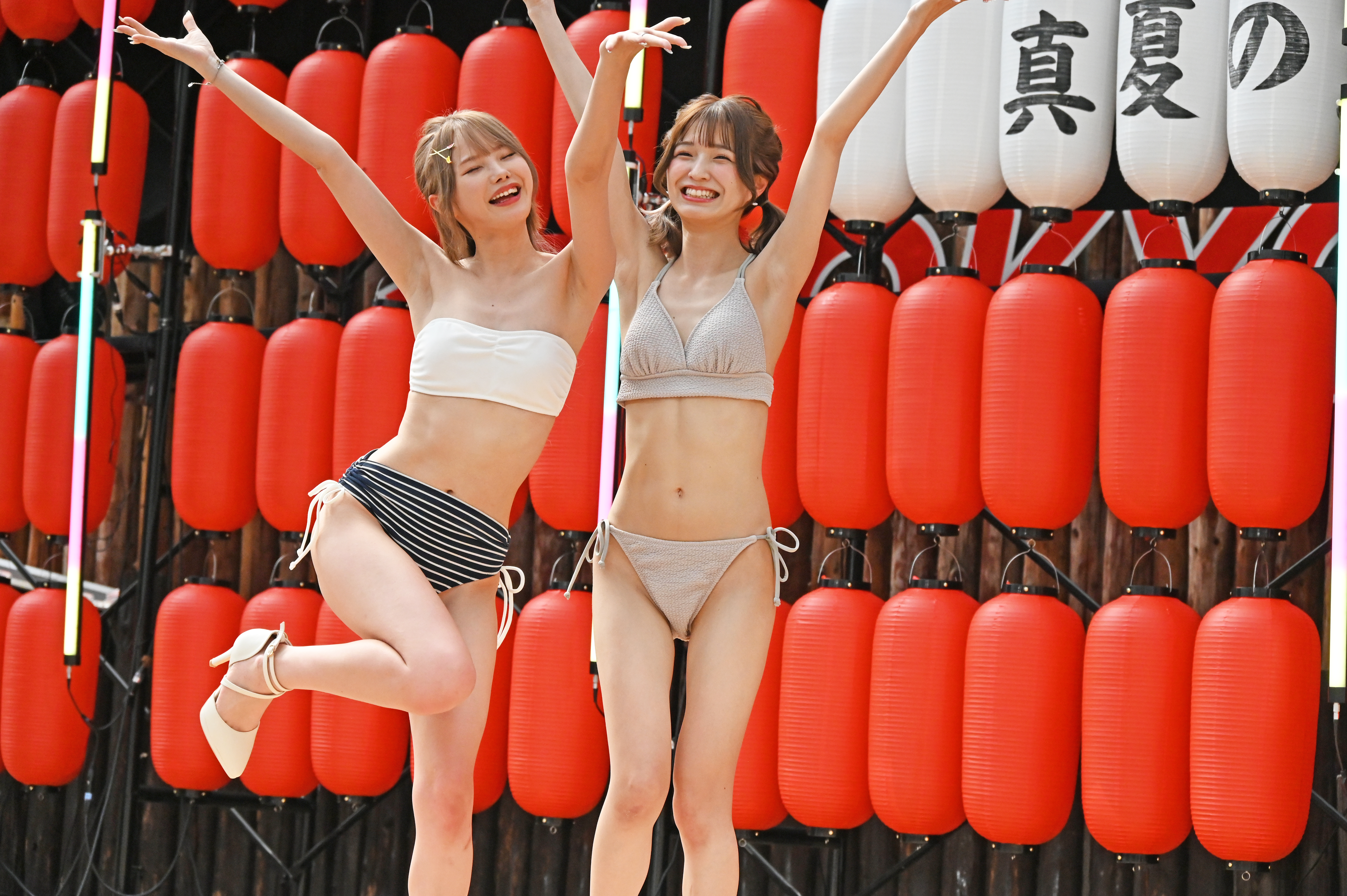
fleuЯR（2025年撮影）

2025年7月7日週FANZA動画フロアランキングにて出演作『同窓会で帰省した幼馴染10人が僕とお見合い大作戦! ～女だらけの田舎村で僕1人を奪い合う超ハーレム中出し大乱交～』（本中）が初登場10位ランクイン。同ランキングでは3月発売の『旅先で仲良くなった子が男と思ってたら女の子だった件!! EX 日焼けあとの残るボーイッシュな美少女と中出し三昧!』（無垢）も6位に急上昇した。
2025年7月23日、5月に配信リリースした「fleuЯR」のデビューシングル『好きすぎる / 明日くもりのち』をCDとして発売。
同年7月度FANZA動画フロア月間AV女優ランキングでは7位を記録。

## 人物
東京都出身。趣味は料理、特技は水泳・卓球。
初体験は高校1年（16歳）の時で、相手は同級生の彼氏。AVデビューの動機は「AVってどんな感じなんだろう」という単純な興味から。
AVライターの本末ひさおは「スレンダーボディは程よく肉がついて、小ぶりながら形のいいバストもエロい」「黒々とした剛毛はプロレスラーの黒パンツかというほど広範囲」と批評。AVソムリエの渋江譲二は「細いのに丸みのある体系はギリシャ彫刻のように神秘的」とこちらも体型を評価している。
『凄テクを我慢できれば生★中出しSEX!』シリーズ（ワンズファクトリー）では「元気玉が人間の形になった人」、「現状剛毛日本一」と異名を付けられた。
前述のようにかつては涼しい笑顔と肛門にまで生い茂る陰毛のギャップが特徴であったが、2024年末にパイパン作品を出して以降、パイパン女優へと変身を遂げた。但しその後は陰毛を伸ばしており2025年夏現在は元の剛毛女優に戻っている。

## 作品
◎はBD版発売作品。

### アダルトDVD / BD
- 新人 20歳 女子アナにいそうなほど可愛い! 渋谷区にあるお洒落なカフェで働く敏感スレンダー美少女 エッチが好きすぎてAVデビュー!!（10月19日、MOODYZ）[37]
- 健気すぎる超スリム美少女を猥褻教育 肉体固定してガリ細ボディをイジメ倒しじっとりねっちょり開発調教しちゃいました。（11月2日、kawaii*）
- イクときは絶対にキス♪ 女子アナみたいにカワイイスレンダー美少女 はじめてのナマ中出し（11月23日、本中）
- はじめて彼女ができたので幼なじみとSEXや中出しの練習をする事にした（12月7日、MOODYZ）
- 卓球ラウンジにポツンといた笑顔の可愛い女子大生とピンポンしてパコパコして生ハメ! ビクビク痙攣イキまくりの敏感の逸材。（12月7日、ナンパJAPAN）

- 隣の4姉妹に前後左右を囲まれて痴女られまくって抜かれまくる 夢の中出しハーレム（1月4日、MOODYZ）
- 素人ヘアヌード大図鑑 〜身長150cm未満ミニマム女子学生編（1月11日、S級素人）
- 鮮明に見える 美少女たちのパンティ染み! ぐちゅぐちゅ指ズボッオナニー!! 「ああんっ…いっぱいイクとこ見てほしいのぉ」 大好きなアナタに送る自撮りオナニービデオレター 2（1月11日、S級素人）
- 「お姉ちゃんの中に全部出して!」 弟を愛しすぎた(義理の)姉と弟の歪んだ愛の日常、そして強制中出し子作り 第3章（1月13日、ひよこ）
- 未成年素人 生まれて初めての恥じらい 素股体験! クリトリスが勃起チ○ポと擦れ合って我慢できずにヌルっと生挿入! そのまま10代うぶオマ○コに生中出し!（1月14日、赤面女子）
- 平然を装い見事成功で賞金100万獲得! オシッコ我慢中に彼氏へのナマ電話 「ゼッタイ感じちゃダメッ!」トライ! イタズラ性感checkで足腰ガクブルしちゃう制服女子お漏らしアクメ 03（1月18日、はじめ企画）
- 制服少女が部屋で1人きり…秘密の自慰をこっそり隠し撮り 声を漏らして快感に没頭する 無防備オナニー盗撮 美少女10人230分（1月18日、無垢）
- ド変態ドMに三点責め! 乳首責めアナル舐め手コキ（1月15日、SEX Agent/妄想族）
- 今日、家族に売られました 性活保護の美少女（1月28日、I.B.WORKS）
- 思い切って勝手にAV発売するヤリモク合コン2組! ワンチャン狙いで現役JDを連れてきて宅飲み! 初めは乗り気でなかったガード固めの女子たちを、お酒の力を借り言葉巧みに口説き王様ゲームに誘導! 王様ゲームマジックなのか?それともお酒がまわったからなのか?エロスイッチが入り乱れ始めた女子たちを、個別に口説き1対1SEX。 親友の喘ぎ声を隣で聞きモラル崩壊wそのまま4人でチ○ポをとっかえひっかえヤリまくり大乱交!（2月3日、素人39）
- 剛毛スレンダーな欲張りカノジョとの淫乱大量お漏らしイチャラブ同棲生活（2月8日、BALTAN）
- 顔出し解禁!! マジックミラー便 一流百貨店に勤務する清楚で品格漂う美容部員さん 初めての公開ディープキス編 vol.04 8人全員SEXスペシャル!! 潤んだ口唇の美容部員さんが舌を激しく絡め合わせる濃厚接吻に思わずオマ○コ本気濡れ!仕事中にもかかわらずキスまみれのデカチンSEX!!（2月15日、DEEP'S）
- 「男の人が私の体液飲んでくれると濡れちゃうんです…」 体液飲まれたがりのけなげな痴女子校生と体液飲まされいちゃいちゃSEX（2月23日、ひよこ）
- 「先生ぇ唾液でベトベトだね…もっと飲みたい?」 からかい上手な教え子の小悪魔キッスでヨダレ溺れイキ! ベロチュー密着杭打ちで何度も中出し（3月1日、MOODYZ）
- 「えっ!今、ナカに出したでしょ?」 早漏をゴマかす暴発後の延長ピストンで抜かずの追撃中出し!!（3月1日、ワンズファクトリー）
- 離婚して母元で暮らす娘と10年ぶりに再会、父親の私を異性として慕い、その誘惑に負けて娘のカラダに何度も何度も中出ししてしまった…（3月1日、BeFree）
- 人見知りで純真無垢な彼女の妹を乳首ハラスメントで敏感早漏体質に仕立てあげ何度も乳首イキさせまくった。（3月1日、LUNATICS）
- むしゃぶりつきたくなる超スリム清純系美少女を接吻教育 監禁拘束して全身がふやけるまで舐め倒す開発調教 倉本すみれ（3月3日、MILK）
- 【童貞君を探し出して筆おろしセックス出来たら100万円!?】 親友の素人娘2人が童貞求めてはじめての逆ナンパ!! 2 SNS、マッチングアプリもフル活用!! 見つけ出した童貞ち○ぽを奪い合うハーレム筆おろし! 生中しすぎてキンタマ枯渇!!（3月11日、赤面女子）
- まだ夜は寒いからチンシャブで温めてあげる。 倉本すみれ（4月1日、h.m.p）
- 大好きなお兄ちゃんに彼女が出来た… 嫉妬した私は彼女とセックスが出来ないように、毎日、金玉空っぽになるまで射精させた 倉本すみれ（4月5日、BeFree）
- 行列が出来る中出し中毒公衆便女 濃厚オヤジの追撃種付けプレス20連発大乱交 倉本すみれ（4月5日、ワンズファクトリー）
- 女子○生 中出しシェイク輪姦 倉本すみれ（4月5日、アタッカーズ）
- いきなり街角拘束乳首トランスBDSM キミが身動きできないように拘束して乳首弄り倒してアゲル 倉本すみれ 沙月恵奈（4月5日、MOODYZ）
- ショートカット教え子トリオのアナル見せつけパンズラ誘惑に負けた僕（先生）は尻穴ベロベロ舐めながら勃起を繰り返すバカチ●ポを抜かれまくった。 月乃ルナ 倉本すみれ 広瀬りおな（4月5日、kawaii*）
- お金欲しさに軽い気持ちで臨んだパパ活。女子大生すみれ case.4 倉本すみれ（4月16日、MAXING）
- 部活ばかりで禁欲30日! 水泳部のスレンダー部活少女がパパ活サイトで絶倫親父見つけて月に一度の子宮無料開放オフパコ中出し!  倉本すみれ（4月19日、MOODYZ）
- 私、実は夫の上司に犯され続けてます… 倉本すみれ（4月19日、溜池ゴロー）
- 穴ワイフ 倉本すみれ（4月19日、グローリークエスト）
- 剛毛アナル舐めさせ美少女 肛門クンニで毛深いアナル味臭をこすりつけ尻穴ヒクヒク丸出しSEXで失禁イキ! 小悪魔スレンダー痴女の剛毛ケツ穴マーキング3日間 倉本すみれ（4月19日、DEEP'S）
- 両親の居ない日、僕は妹と精子が枯れるまで1日中ヤリまくった。 倉本すみれ（4月22日、TMA）
- 僕は男として見られてません…同じクラスの女子と相部屋ホテル 目の前で丸裸で騒ぎ出した2人にフル勃起… 朝までチ●ポを中出しオモチャにされちゃった日。 倉本すみれ 松本いちか（4月26日、本中）
- ボクのスーツ姿に一目惚れ?! 外では可愛い幼馴染、会社では厳しい女上司とのツンデレオフィス中出し 倉本すみれ（4月26日、ROYAL）
- 合宿レ×プ輪姦 憧れの陸上女子が絶倫部員達の種付けプレスで肉便器化 倉本すみれ（5月3日、MOODYZ）
- 「シャワーだけなら貸してあげてもいいですよ…」 終電なくなり後輩女子社員の部屋に… 無防備すぎる部屋着姿とすっぴんに興奮した僕はチラつく妻の存在が吹き飛ぶほど一晩中モウレツにハメ狂った… 倉本すみれ（5月3日、kawaii*）[38]
- 年の離れたオヤジ店長（既婚者）に依存するメンヘラ美少女の愛が重た過ぎる子作り中出し性交 倉本すみれ（5月3日、BeFree）
- 人妻の浮気心 倉本すみれ (SOAV-088)（5月3日、人妻援護会/エマニエル）
- 地下アイドルとオタクの秘密の関係 私、ファンと普通にオフパコしちゃってますw 中出しOK コスプレSEXでイキ狂い4本番 倉本すみれ（5月5日、MILK）
- 盗撮、家宅侵入、眠っている少女に覆いかぶさって…。 睡眠学習。中出しで快感を植え付けられ続けた少女のカラダは…。 倉本すみれ（5月17日、無垢）
- チ○ポがふやけるほどのお掃除フェラで何度もおねだりしちゃうドスケベ彼女 倉本すみれ（5月20日、プラネットプラス）
- 希望を胸にやってきた新人メイドを朝から晩まで種付け痙攣性処理調教 嫌悪しか感じない男に泣きたくなるほど犯されて… 倉本すみれ（5月24日、e-kiss/クリスタル映像）
- 感じすぎていっぱいおもらしごめんなさい… 36 倉本すみれ（5月24日、セレブの友）
- 朝から晩まで中出しセックス 44 倉本すみれ（5月26日、アイエナジー）
- サッカー部の女子マネージャーは毎日、顧問教師の性処理をさせられています。 倉本すみれ（6月7日、アタッカーズ）
- 小悪魔挑発美少女 倉本すみれ（6月7日、MARRION）
- 隣人のゴミ部屋から出られず食事代わりに毎日精子を飲まされ続け喉イキおしゃぶり大好き娘に成長した性格良し子ちゃんJ系 倉本すみれ（6月7日、LUNATICS）
- 絶対本番禁止のデリヘル嬢にナマ中出し! 4  オイル素股でマ○コにチ○コを擦られてたら気持ち良すぎて思わずヌルっとナマ挿入! ダメよイヤよと嫌がりながら中出しされちゃう敏感おっぱい嬢（6月7日、アイエナジー）
- 生中痴漢集団 4 （6月9日、ナチュラルハイ）
- 新卒美少女を裸にして尻穴と膣穴の奥まで視姦する［セクハラ圧迫面接］危険日に中出しされたのに不採用にされ号泣! 2022春（6月9日、サディスティックヴィレッジ）
- ケツの穴まで伸びきった剛毛マ○コをしつこいクンニとピストンで何度もイカせるSEX 倉本すみれ（6月14日、セレブの友）
- 女子会してるホテルにM男くんが突撃参加! 誰とパコるか5秒で決めろッ 小悪魔4人に一日中犯されるハーレム中出し女子会 松本いちか 倉本すみれ 枢木あおい 百瀬あすか（6月21日、MOODYZ）
- マングリ潮吹き成敗!! ～世の中の汚さを知らないリア充お嬢様の大事に育てられた敏感な身体をイカせまくって自分の潮で窒息させろ!～（6月23日、ひよこ）
- トリプル全集中! ≪乳首・亀頭・アナル≫男の快楽スポット3点責め中出しハーレム学園! 白桃はな 花狩まい 倉本すみれ（7月5日、MOODYZ）
- ナチュラルハイ夏スペシャル 街中リモバイ羞恥 人混みの中で遠隔責めされ公然イキする敏感娘（7月7日、ナチュラルハイ）
- 隣の変態大家に乳首でイカされ毎日犯されてます 倉本すみれ（7月12日、unfinished）
- 涙のノンストップ激イカせSEX 19 倉本すみれ（7月12日、セレブの友）
- 性欲絶倫女子中出しOKアルバイト 倉本すみれ（7月20日、プラネットプラス/七狗留）
- アナルのシワの数までハッキリわかる! ノーモザイク連続絶頂アナル見せオナニー 11（7月21日、アイエナジー）※オムニバス作品
- J●週末奴隷 倉本すみれ（7月21日、Materiall）
- 唾液ダラダラ接吻痴漢 男を虜にするほどシャブり舐めつくす痴女従業員 2（7月21日、ナチュラルハイ）※オムニバス作品
- 帰省先のド田舎で再会した幼馴染二人に密着挟まれ身動き出来ず奪い合い中出しされて汗だく痴女られた三日間 松本いちか 倉本すみれ（7月26日、痴女ヘブン）
- フレッシュOL倶楽部!!!! すみれ（8月2日、下半身タイガース/妄想族）
- 「もうイッてるってばぁ!」状態で何度も中出し! 倉本すみれ（8月2日、ワンズファクトリー）
- お前らチ○ポ洗って待っとけよ! M男クンの自宅にいきなり家凸! W小悪魔SEXデリバリー!! 倉本すみれ 森日向子（8月2日、ワンズファクトリー）
- レズビアンに囚われた女潜入捜査官 ～裏切りの監禁絶頂地獄編～ 倉本すみれ 松本いちか 枢木あおい（8月9日、ビビアン）
- マジックミラー号 × Materiall 灼熱の夏…? 直前の台風直撃海岸で、疲れた男達をゲリラ癒しヌキするチビっ子悪魔タイフーン連続中出し逆ナンパSP!（9月22日、Materiall）
- 田舎の日焼け姉妹（9月23日、I.B.WORKS）
- 逆バニー風俗 中出しOK 連続射精! 追撃男潮! 無制限射精コース 松本いちか 倉本すみれ（9月27日、痴女ヘブン）
- 学園祭の準備で学校にお泊り! 夜から朝にかけて甘えん坊キッスで校内レズマーキングする2人だけの前夜祭 松本いちか 倉本すみれ（9月27日、レズれ!）
- 生徒会長を務める健康優良な教え子J系にド下品なアナル見せ挑発され我慢できずケツ穴ひくひくイキするまで肛門舐めイジりデカチン中出しピストンしまくった。 倉本すみれ（10月4日、LUNATICS）
- 計画的相部屋で美人社員を犯っても満足できず… 部屋を連れ出し言いなりイカセ調教（10月6日、ナチュラルハイ）
- 経費でピンサロ行ったことが経理の女子社員にバレて叱られると思ったら僕に惚れてたみたいで嫉妬のジト目フェラで何度も抜かれまくった 倉本すみれ（10月11日、アリスJAPAN）
- 小悪魔挑発美少女W 倉本すみれ 牧野みおな（10月18日、MARRION）
- ハミ毛羞恥J○痴漢 ～処理してない剛毛をイジられ羞恥濡れした真面目女子は挿入を拒めない～（10月20日、ナチュラルハイ）
- 輪姦計画 新入社員編 倉本すみれ（11月1日、アタッカーズ）
- オフパコ枕営業しているあざと可愛い地下アイドルに媚薬を仕込んでファンには見せられない白目アヘ顔でイキ狂うキメセク中出し肉便器にしてみた。 倉本すみれ（11月1日、LUNATICS）
- 大っ嫌いな子供部屋おじさんの従兄から来る日も来る日もベロベロ舐めつくされどこを触られても愛液溢れ出すほど超敏感なカラダに開発されてしまったワタシ 倉本すみれ（11月8日、REAL）
- 温泉輪姦旅行 醜悪おやじ達の汗だく絶倫ピストンで犯され続け絶頂を植え付けられた町内会の娘 倉本すみれ（11月15日、無垢）
- 初めてお酒を飲んで酔った親友の彼女を寝取ってハメまくった 倉本すみれ（11月16日、MAXING）
- 友達の妹が清純そうに見えてクソ生意気なメスガキだった! 敬語で「ざこち●ぽですねぇ」と罵られて大人のプライドを打ち砕かれて逆レ搾精されまくった 倉本すみれ（12月6日、かぐや姫Pt/妄想族）
- 初心っぽ才女だけど、羞恥発情とめられず… 剛毛マ●コはお潮でビッチャリ 生徒会長は真性露出狂 倉本すみれ（12月6日、山と空/妄想族）
- ぶっかけ! つるつるサテン美女 Z（12月6日、下半身タイガース/妄想族）※オムニバス作品
- まさかこんなけなげなひよこ女子が…媚薬を盛られ理性完全崩壊!! ところかまわず異物オナニー! イキ漏らしアクメ!!（12月8日、ひよこ）
- 「ねぇ起きて! 昨日の続きしよ!」 朝、目が覚めると… ボクの上にまたがる裸の同期女子社員! 話を聞くと、泥酔したボクを介抱していたら襲われた!? だけど普段口うるさい同期女社員がなぜか嬉しそう? 隠していたボクへの気持ちが爆発して「昨日みたいに激しく!」と何度も中出しを求めてきて…!?（12月13日、Hunter）
- 「すまん! 無防備な姪っ子の喰いこみパンチラに我慢できなかった!」 暴走オヤジに媚薬を盛られてパンツびしょ濡れ中年の熱烈キメセクにドハマり失禁アクメ 倉本すみれ（12月20日、MOODYZ）
- 僕を好きすぎる幼なじみ3人にチ○ポを奪い合われるハーレムご近所生活 松本いちか 倉本すみれ 天然美月（12月20日、MOODYZ）
- 女性用風俗にズブズブにハマって抜け出せない快楽依存女!!（12月20日、グローリークエスト）
- 明るい! 可愛い! いやらしい彼女にしたいAV女優No.1 倉本すみれMOODYZベスト4時間（12月20日、MOODYZ）※単体ベスト
- 「今日だけは私のことだけを見て欲しい」 出張先の宿の手違いで女性社員と相部屋で2人きりに! 「奥さんがいるのもわかっています。でももう抑えられないんですこの気持ち」と迫られたボクの理性は崩壊寸前!?（11月22日、Hunter）
- 素人 × ハメ撮りシロハメ 4610LIVEイキ過ぎ個人撮影 神イキ女子 vs 鬼マシンバイブ（11月23日、サディスティックヴィレッジ）※オムニバス作品
- チクビアン 5  ビンビン乳首こねくりレズ性交（12月27日、レズれ!）※オムニバス作品

- あなたの初ヌード撮らせてください! 素人娘20人の全裸コレクション 3（1月1日、OFFICE K’S）※オムニバス作品
- ココが世界で一番気持ちいい地獄 両親が旅行で不在の三日間、僕のカラダを幼馴染姉妹が欲望剥き出しで奪い合う中出し記録。倉本すみれ 市川愛茉（1月3日、アタッカーズ）
- 素人娘の全裸図鑑 28  今時の女の子12名が恥らいながら脱衣していく様子をじっくり撮影した、変態紳士のためのヘアヌードコレクション（1月3日、かぐや姫Pt/妄想族）※オムニバス作品
- 数年前に私を犯した男達が目の前に再び…ムショ帰り拷姦魔の串刺しW種付けプレスを朝から晩まで… 倉本すみれ（1月10日、ROYAL）
- 今日のセフレさん。すみれ (21歳)（1月10日、ティーチャー/妄想族）
- 今からこの一家全員レイプします 文●区千●木 倉本すみれ 工藤ララ 百瀬あすか 美原すみれ（1月10日、REAL）
- オシッコ我慢中に無理やり巨根をねじ込まれ激ピス! 快感に耐えきれず絶頂お漏らしする足腰ガクブル女子○生 5（1月12日、ナチュラルハイ）
- 美女聖水飲ませ ～完全主観Ver～（1月24日、犬/妄想族）※オムニバス作品
- このメス女… 只今発情真っ盛り!? 倉本すみれとしてみませんか?（1月24日、e-kiss/クリスタル映像）
- 浮気した俺を軽蔑した目で咎める妻の妹を「もう無理」と言うまでイカせ続けた。 倉本すみれ（1月24日、マドンナ）
- 朝起きたら部屋に浴衣がはだけた後輩女子社員! いつも生意気で悪態ばかりついてくるのに、甘えてきたので… 倉本すみれ（1月24日、ROYAL）[39]
- 「い～っぱい舐めて柔らかくしてからお尻責めてあげる」べろべろアナル舐めメスイキ痴女子校生の誘惑（1月26日、ひよこ）※オムニバス作品
- 「私の下着で何するつもりだったの?」 下着を盗んだ近所の少●の精子が枯れるまで射精させる説教痴女（2月14日、BAZOOKA）
- セクハラママさんバレー! 5 ハイレグブルマ姿の人妻12人が挑む過酷なエロトレーニング（2月14日、かぐや姫Pt/妄想族）
- 「映像関係」というパート募集に応募して採用された会社はAVメーカー。ADとして働き始めたのにいつのまにか人妻女優としてAVデビュー 倉本すみれ（2月21日、溜池ゴロー）
- 逆3PオナニーサポートDXデラックス 花狩まい 倉本すみれ（2月21日、MOODYZ）
- 美少女ヌード観察50人（2月28日、UMANAMI）※オムニバス作品
- 先生‥ 私達をいじめから守ってくれませんか…? 地味メガネ生徒2人から助けを求められたので、いじめから守ることを条件にW乳首ハラスメント 倉本すみれ 花狩まい（3月7日、MOODYZ）
- 駅弁中出しJ○痴漢 6（3月9日、ナチュラルハイ）
- 「またボクのシャツ着て… てか、ブラとズボンはどうした?」 いつも勝手にボクの服を着る妹がまたボクのシャツを…と、思わず二度見したらノーブラ! しかもズボンも履かずにパンツ丸見え! 思わずガン見でフル勃起! サイズが大きすぎる兄のTシャツを妹が着ると大事な部分が丸見えに!（3月14日、Hunter）
- 『あっダメ! 激しく突いたらバレちゃう…』義妹がロングスカートの中でこっそり即ハメ要求! 親の目の前でバレずにドキドキのこっそり連続イキ! 4 超仲の良い義妹と付き合うことになった。当然、付き合えばエッチもするようになり段々とお互いの変態性が露になり…（3月14日、Hunter）
- カルト女子 日焼け少女にやりたい放題! 濃厚接吻・アナル舐め・ごっくん・中出し三昧! 倉本すみれ（3月21日、無垢）
- 父親に犯され続ける娘の近親相姦映像 倉本すみれ（3月24日、I.B.WORKS）
- 押しに弱い女子大生を媚薬オイルで粘着チチクリ指圧! 乳首イキまくり失禁キメセク監禁サロン 倉本すみれ（4月4日、MOODYZ）
- 行列が出来る女子○生 中出し専用肉便器 倉本すみれ（4月4日、アタッカーズ）
- 隣人のゴミ部屋で異臭中年おやじに抜かずの連撃中出し51発で孕まされた制服女子の末路… 倉本すみれ（4月4日、kawaii*）
- 嫌いな義父に夜這いされて… 倉本すみれ（4月4日、ワンズファクトリー）
- どこでもおしっこ! 素人娘の大放尿30人 スロー再生でじっくり鑑賞できるマニア向け映像 7（4月4日、かぐや姫Pt/妄想族）
- 勉強ばかりのぼっちJ系はバレたらヤバい状況で焦る男の顔に、優越感でニヤケる小悪魔だった! 「先生の情けない声、皆に聞かれちゃうよ」 脳みそもチ●ポもトロトロになるささやき淫語で男性教師を屈服逆レ!! 倉本すみれ（4月4日、FunCity/妄想族）
- 失恋レズビアン 傷心した親友に告白。罪悪感に苛まれながらも衝動に身を任せ快楽に溶けていく2人。 倉本すみれ 皆瀬あかり（4月11日、ビビアン）
- 「私の体液ぜ～んぶ飲み干して」 唾液・潮・聖水ぐっちょり痴女られる風俗マンション 倉本すみれ（4月18日、MOODYZ）
- ノーハンドフェラは奴隷の証! 7 手を使わずにフェラチオする12人の素人娘（4月18日、かぐや姫Pt/妄想族）
- ★モニタリング★ 検証企画 パンツ見せすら恥ずかしがっていた制服J系が未使用マ●コを執拗に弄ばれてピクピク敏感に感じてしまいガニ股顔面騎乗クンニで腰振りアクメ失禁! 本物チ●ポを懇願するグチョ濡れ10代マ●コに生ハメ中出し!! 180分J系4名収録（4月18日、FunCity/妄想族）
- 倉本すみれ SPECIAL BEST 4時間（4月28日、TMA）※単体ベスト
- 種付け専科 特別進学中出しコース ～社会で役立つためのオスを育てる異常で猥褻な校則に堕ちた女子生徒～ 倉本すみれ（5月2日、MOODYZ）
- 倉本すみれの凄テクを我慢できれば生★中出しSEX!（5月2日、ワンズファクトリー）
- 小悪魔カワイイ女の子が男達を次々メスイキさせながら最終的には悪魔的なデカさの極太ペニバンを装着してド変態アナルを蹂躙する!! 倉本すみれ（5月2日、グローリークエスト）
- 友人の田舎に遊びにいった夏休み、ヤルことがない妹二人の生贄にされた僕は青春おま●こで精子を根こそぎ搾り取られました。 倉本すみれ 日向ゆら（5月2日、kawaii*）
- 子供だと思っていた義娘の風呂上がり姿が想定外にエロ過ぎて勃起! ある日ボクの事が大好きな義娘と二人暮らしになった… 手を出したらヤバいのに…! 義娘の風呂上がり姿に思わずフル勃起してしまったボク! そんな姿を嫁に見られて罵倒されてしまう。そして怒りにまかせて嫁が家を飛び出して…。義娘が責任を感じたのか「私のせいでママが出ていっちゃった? でも私はパパが好きだから…」と急接近!（5月9日、Hunter）
- 3年E組の文化祭の模擬店はメンズエステ! エッチな施術は当たり前! 裏オプも当たり前! デカチンならば本番ヌルヌルFUCKも堪能できる完全無法地帯!来年は卒業だから最後の文化祭はちょっと変わったことがしてみたい!と決定した模擬店は「メンズエステ」! 見様見真似で施術する女子達の悪戯なフェザータッチや乳首責め、更には密着施術に興奮が抑えられない男子のチ○ポは当然紙パンツには収まらず…（5月9日、Hunter）
- 発情期トリップ! 清純な姪っ子に襲われる! 倉本すみれ（5月16日、ドグマ）
- よだれをた～っぷり飲ませてくれる制服美少女のとろっとろベロちゅう唾液性交 松本いちか 倉本すみれ（5月11日、Materiall）
- とある男の秘録集 03（5月23日、ティーチャー/妄想族）
- 【個撮】どこでもフェラ11 11人（5月23日、かぐや姫Pt/妄想族）
- 性欲処理専門セックス外来医院 21  アイドル看護と言われた人気ナースに密着 院内きっての愛嬌あふれる、すみれさん 止めどない激ピス急患対応に追われる切迫した医療現場で3性交2中出し・手淫・口淫・顔射の濃厚全7射精! 倉本すみれ（5月25日、SODクリエイト）
- 予約半年待ちリピ率100% 某メンズエステ店 密室 × 密着 イキ過ぎた禁断サービス 13 ～とろふわホイップ泡洗体編～（6月2日、DOC）
- 薬で眠らせた娘を異常絶倫のオヤジ達に売ってます。 （1時間/ピル服用済/現金のみ/各種オプション相談） 倉本すみれ（6月6日、MOODYZ）
- 優等生J系は、露出狂ド変態 放課後の露出趣味が通行人に見つかり写真を撮られるうちに興奮しちゃったJ系は…（6月6日、FunCity/妄想族）
- ぺろぺろシャブシャブじゅっぽじゅぽ! 新歓コンパのフェラティオンヌちゃん（6月6日、こぐま/妄想族）
- 【みんなでNS】ガチ中出し5P大輪姦! 剛毛ドM美少女コスプレイヤーすみれ (21)（10月19日、ノースキンズ）
- Wコスプレイヤーがラブホで中出し撮影会! 友達の前で互いのメス顔披露! スワッピング4P中出し大乱交 冬愛ことね 倉本すみれ（6月13日、ABC/妄想族）
- 倉本すみれ2枚組ハイパーベスト6時間38分（6月13日、セレブの友）※単体ベスト
- 女子率99%! ミニスカ×ニーハイ女子ばかりの学校で絶対領域パンチラに毎日フル勃起! 朝から始まって授業中、休み時間、放課後… 常にヤラれまくり! 毎日、金玉すっからかんになるまでカワイイ女子たちにヤラれまくり! 転校した先は女子生徒ばかりで男はボクを合わせて2人だけ…。中学時代モテなかったボクは下心全開で見えそうで見えないあの領域覗いてたら わざと?見せていたみたいで… 当然フル勃起! 勃起していたら当然バレて…（6月13日、Hunter）
- 意識高い系の人妻が夫に内緒で裏バイトチャレンジ! 固定バイブ下着モデル ランジェリー姿で羞恥ポージングできたら100万円! 失禁 & アクメ潮出ちゃったら即ズボ罰ゲーム!（6月20日、はじめ企画）
- 愛娘を媚薬漬けにして売○させる鬼畜母の記録映像 倉本すみれ（6月23日、I.B.WORKS）
- あなたごめんね。私、お義父さんと子作りするから… ―嫁の無自覚誘惑に堕ちた義父と中出し性交に溺れて― 倉本すみれ（6月27日、マドンナ）
- 教え子のオナニー狂い処女ビッチお嬢様に痴女られ中出ししてしまった件。 倉本すみれ（6月27日、ROYAL）
- 神業ハンドテクで何度も射精させて過激な裏オプションで生ハメ中出しまでさせてくれる黒パンスト人妻メンエス店の一部始終（7月4日、変態紳士倶楽部）
- 借金返済のため親父に堕とされた清純彼女の脱法J系ハウス風俗 倉本すみれ（7月11日、ダスッ!）
- オタク女子会レズビアン SEXの快感にハマったゲーマー女子が無課金でイキまくり絶頂コンティニュー超乱交! 倉本すみれ 百瀬あすか 市井結夏 姫野らん（7月11日、ビビアン）
- WKS ボクのドM遺伝子と絶倫デカチン欲しがる2人のすみれと子作り同棲 黒川すみれ 倉本すみれ（7月18日、MOODYZ）
- 一年抱いていない華奢スレンダー妻が義父に一つ屋根の下 狭い密室空間で こっそり汗ダク種付けプレスで寝取られていた。 倉本すみれ（7月25日、本中）
- 『ちょっと逃げないで!』 義妹は中出しSEX大好き性欲モンスター! 義妹は超エッチな小悪魔女子○生! 拒んでも家中追いかけまわしてボクの精子が空になるまで中出しさせまくるんです!（7月25日、Hunter）
- 妻や親戚がいるのに…!! 田舎のメスガキ姪っ子がバレたら絶対絶命な状況で耳元イクイク囁き淫語で何度も中出し誘惑 倉本すみれ（8月1日、kawaii*）
- 悶絶クンニMANIAX 倉本すみれ（8月1日、ワンズファクトリー）
- 剛毛が見えるほどだらしない部屋着で無意識誘惑する妹にムラムラしちゃった俺 倉本すみれ（8月1日、DEEP'S）
- ドSロリ痴女マセガキのHレッスン実写作品! わたしがSEXおしえてあげるわたしがSEXおしえてあげるわたしがSEXおしえてあげる（8月1日、MOODYZ）
- 地雷系恋愛脳の美少女は奴隷気質の貢ぐちゃん。ドMご奉仕勘違い女 倉本すみれ（8月3日、MILK）
- グラビアアイドル握手会イベント 02（8月3日、素人39）
- 発育のいい女子校生の妹から可愛らしいお願い。その条件にスク水を着させていいなりSEXで中出ししまくった。（8月8日、BAZOOKA）
- 角オナニー 擦り付けたら止まらない 7 11人（8月8日、かぐや姫Pt/妄想族）
- 最終電車で痴女とまさかの2人きり! J○Ver向かいの座席でパンチラしてくる小悪魔女子○生の誘惑で勃起したらヤられた VOL.6（8月10日、DANDY）
- ナチュラル剛毛おま○こでリアル性教育! クンニでイカセたらご褒美ナマ中出し筆おろし 倉本すみれ（8月15日、MOODYZ）
- 最近ギャルデビューをした妹がSEXの練習に選んだのが兄の僕。性の知識がまだあまりない二人のW暴走ピストン 倉本すみれ（8月15日、kira☆kira）
- 露出・輪姦・ぶっかけ願望に憑りつかれた女 倉本すみれ（8月15日、グローリークエスト）
- 修学旅行で彼女といい雰囲気だったのに、鬼畜DQN集団にボコられて「彼女を好きにして下さい」と言わされて目の前で寝取られ中出しされた 倉本すみれ（8月15日、かぐや姫Pt/妄想族）
- この子ヤバイ!! 元気いっぱいの美少女は責められたい願望が凄すぎた 倉本すみれ（8月15日、S-Cute）
- 聖水ファミリーへようこそ! 飲尿中毒な義父たちとの恥ずかしお漏らし生活 倉本すみれ（8月22日、ダスッ!）
- 文系女子にまたがられて身動き出来ずねっちょり淫語とヨダレぐっちょり密着ベロキスされながら中出しさせられた僕。 倉本すみれ（8月22日、痴女ヘブン）
- 【ASMRレズ主観】脳みそトロットロに犯される女子●生放課後ASMRレズ倶楽部（8月22日、レズれ!）
- 『結局、私で童貞卒業しちゃったね 我慢できなかったんだね?』『しかも中に出しちゃったね!』童貞のボクが小悪魔幼馴染で嫌々【童貞卒業!】。好きな女の子がいたのに…。その子とエッチしたかったのに… 邪魔するかのように…。ボクが童貞と知った幼馴染はその日からボクの童貞に興味津々で…（8月22日、Hunter）
- 素人ヘアヌード大図鑑～御宿のビキニ美少女編（8月22日、S級素人）
- マスク女子の卑猥なフェラチオ素人娘 4 11人（8月22日、かぐや姫Pt/妄想族）
- 布団の中の密着NTR 狭い空間で動ける最低限のスローピストンで何度も精子絞ってあげる 倉本すみれ（8月24日、YONAKA）
- 祝2023年夏! 花火大会に参加する浴衣女子限定 羞恥野球拳対決 素人女子大生4名収録（8月25日、赤面女子）
- じゅるネチョ音とささやき淫語で耳からトロけるASMRメンズエステ 倉本すみれ（9月1日、ワープエンタテインメント）
- 彼女の妹（地味・人見知り・セックス興味無し）をキメセクにどっぷり溺れさせて絶頂しまくり中出し肉便器に仕上げた 倉本すみれ（9月5日、ワンズファクトリー）
- チ○ポとアナル同時に舐め犯しハーレム「足腰ガクガク震えるまで交互に何度も射精させてヤルからなッ★」倉本すみれ 沙月恵奈（9月5日、MOODYZ）
- チ●ポお掃除 三種の神器＜お口・おま●こ・ちっぱい＞で精子空っぽになるまで全力シコシコ性処理ロリメイド絶倫中出しハーレム 倉本すみれ 冬愛ことね 春日えな（9月5日、kawaii*）
- 初々しいリクルートスーツの就活女子大生の皆さんww 青空の下で脳がトロける超濃密ベロキス体験してみませんか? 舌を絡ませる糸引き涎ダラダラ公開ディープキスで高まっちゃって!? とにかくキスキスキス生々しい接吻中出しSEXww（9月8日、赤面女子）
- ココは天国 or 地獄?! 無限射精! 無限メスイキ! 無限乳首責め! 無限寸止め! 全M男が夢みる中出しハーレム誕生日会 松本いちか 倉本すみれ 美園和花 伊東める 二宮もも ちびとり（9月19日、本中）
- 素人娘の全裸図鑑 32 今時の女の子12名が恥らいながら脱衣していく様子をじっくり撮影した、変態紳士のためのヘアヌードコレクション（9月19日、かぐや姫Pt/妄想族）
- ココは天国or地獄?! 無限射精! 無限メスイキ! 無限乳首責め! 無限寸止め! 全M男が夢みる中出しハーレム誕生日会 松本いちか 倉本すみれ 美園和花 Nia 二宮もも ちびとり（9月26日、本中）
- 1本のチ〇ポを空っぽになっても抜き続ける連続騎乗位ペニバン痴女 倉本すみれ（10月1日、FS.KnightsVisual）
- 彼女の妹が彼女の不在中に 舐めしゃぶりフェラごっくんしてくるので ボクは7年間も彼女と離れられない。 倉本すみれ（10月3日、MOODYZ）
- めちゃかわコスプレ×あざかわ誘惑! 脳みそをとろとろにさせる完全主観オナニーサポート8変化 倉本すみれ（10月3日、kawaii*）
- めちゃシコ美少女マスターみちきんぐ×MOODYZ初コラボ!! 禁欲部 ～女生徒達に調教性教育実習～ 花柳杏奈 柏木こなつ 小花のん 倉本すみれ（10月3日、MOODYZ）
- お支払いは精子マネーですか? 美少女店員に中出し決済できるコンビニ 倉本すみれ（10月10日、ダスッ!）
- 【M男リピーター続出!?】清純そうな見た目でやって来たが、プレイが始まると豹変!? 男を拘束し、徹底的な焦らし!! もう取れるのではないかというほどの、圧倒的な乳首こねくり責めで男を支配するデリヘル（10月10日、SCOOP）
- 喉奥で濡れるドM美少女女子校生… いちゃラマ（いちゃいちゃイラマチオ）SEX（3）笑顔で精子ごっくん（10月12日、ひよこ）
- ぶっかけ個撮サークル アイドル志望の生意気少女を6P姦で精子好きドMに躾けてやりまくる（10月12日、ナチュラルハイ）
- あの日からずっと…。 緊縛調教中出しされる制服美少女 倉本すみれ（10月17日、無垢）◎
- 夫婦交姦 寝取り寝取られ乱れ狂うとある夫婦の中出し記録 倉本すみれ 都月るいさ（10月17日、VENUS）
- AV制作会社のADなら肉便器になっても当然だろww 無理矢理、性処理係任命! 行列の出来る鬼中出し追撃プレス 倉本すみれ（10月24日、ROYAL）
- 素人ヘアヌード大図鑑～看護学校卒業したての新人ナース編（10月24日、S級素人）
- ノーハンドフェラは奴隷の証! 9 手を使わずにフェラチオする11人の素人娘（10月24日、かぐや姫Pt/妄想族）
- 素人妻が一般大学生の自宅にコンドーム1つ渡され一泊一度のゴム姦では満足できず宿泊中2度もガチ中出しを許してしまうグラインドする騎乗位がエッチな淫乱妻 すみれさん30歳（10月26日、コスモス映像）
- 妻が極道の男に半年間、毎日中出しされていたなんて知らなかった。 倉本すみれ（11月7日、アタッカーズ）
- Ma○ko Device Bondage XXVII 鉄拘束マ○コ拷問 倉本すみれ（11月14日、グローリークエスト）
- この家族、娘にする為ならなんでもします。～犯され続けて娘になった私～ 倉本すみれ 美咲かんな（11月14日、REAL）
- この女、まじ調子乗っててウゼーから、今から雑巾くらいズタボロにぶっ壊れるまでレイプし続けます!! 倉本すみれ 岬あずさ あおいれな（11月14日、ダスッ!）
- 誰も助けてくれない ゲス野郎に狙われた冷酷無比中出しレ●プ 倉本すみれ（11月16日、MAXING）
- 社内で一番カワイイ部下のパンチラを目撃したら凄いハミ毛女子だったなんて… 残業中にネチネチ剛毛ハラスメントし続けて我慢できずオマ〇コ喰い込み恥辱レ×プ 倉本すみれ（11月21日、MOODYZ）
- 制服美○女 蛇縛輪姦 倉本すみれ（11月21日、無垢）
- 通電ショック洗脳実験 「わたしの推しは電気ショック魔」 倉本すみれ（11月21日、ドグマ）
- ぅあぁぁ… 出ちゃう! 暴発寸前の鳥肌モンの恍惚感のまま65分間射精我慢 & 勃起キープを強要される寸止めコントロール 倉本すみれ（12月1日、ワープエンタテインメント）
- 人妻の浮気心 倉本すみれ (SOAV-107)（12月5日、人妻援護会/エマニエル）
- 純粋な優等生は不良ギャルとのエビ反りキメセクでレズ堕ちしました。 斎藤あみり 倉本すみれ（12月12日、ダスッ!）
- 『し～っ! 声出したらバレちゃうよ!』『近いんですけど…』 修学旅行の奇跡! 布団の中でクラスのマドンナと唇と唇の距離1mm!（12月12日、Hunter）
- おもらしキメセク痴漢電車 身動き取れないJ系をデカチン即ハメ中出し20発で混ざり合う体液垂れ流しレ●プ 倉本すみれ（12月19日、MOODYZ）
- 両親が再婚して僕はメスガキ生意気姉妹にむちゃくちゃ搾精された。 倉本すみれ・皆瀬あかり（12月22日、TMA）
- 『お兄ちゃん童貞なんだって?』『エッチしてみたいの?』『ヤラせてあげようか?』『嘘! 無理! 笑』超小悪魔義妹がボクの童貞に興味津々!（12月26日、Hunter）

- 黒タイツハーレム学園 スベスベJ●美脚に挟まれ! 踏まれ! シゴかれ! 何度も射精したい! 花狩まい 倉本すみれ（1月2日、MOODYZ）
- 倉本すみれ4時間SUPERBEST（1月2日、BeFree）※単体ベスト
- 睡眠キメセク。巨チン浮浪者に不法侵入された華奢彼女のキツマン 倉本すみれ（1月9日、ダスッ!）
- お兄ちゃんとお風呂で洗いっこ。～パパとママには秘密の大人な関係～ 倉本すみれ（1月9日、Hsoda）
- スカートの中でこっそり生挿入をしてイキまくる!! 極上の癒しを提供する大正浪漫リフレ嬢 其ノ弐（1月9日、BAZOOKA）
- 街行く素人お嬢さん! 乳首オナニー見せてくれませんか? 26人!（1月9日、Hunter）
- 県立 忍ヶ原【ピストンバイブ】女学園（1月11日、SHIGEKI）
- 限界突破! 媚薬で意識がぶっ飛ぶほどイカされまくる最高潮キメセクFUCK 倉本すみれ（1月16日、MAXING）
- あまりにも勉強しないボクに両親が4人も家庭教師をつけてきた…! 全14射精・9発中出し! ASMR淫語オナサポ囁き天国!! 愛宝すず 花狩まい 倉本すみれ 月乃ルナ（1月23日、MOODYZ）
- メスガキを操り子宮連打の生ハメ技でお仕置きできる妹コントローラー 倉本すみれ（1月30日、ダスッ!）
- 過剰すぎる密着施術で客ち●ぽをビンビン勃起させヒモパン越しに擦り付け生ハメ誘うマスク美女メンエス嬢 4（2月2日、ゲッツ!!）
- 盗撮バレした叔父デカち○ぽがバカになるまで焦らし続け何度もパンチラお叱り射精させる清楚系メスガキ姪っ子デカ尻女子校生 倉本すみれ（2月6日、LUNATICS）
- ナンパした娘がクソ生意気なメスガキでエロマンガのように逆レ○プ搾精されてしまった 倉本すみれ（2月16日、MAXING）
- 時をかける中出し風俗島 タイムマシンに乗ってオマ●コ探して大冒険! 美少女10人大乱交スペシャル!! 北野未奈 七瀬アリス 藤森里穂 松本いちか 美園和花 響乃うた 倉本すみれ 新井リマ 美谷朱里 弥生みづき（2月20日、本中）◎
- 【個撮】どこでもフェラ14 11人（2月20日、かぐや姫Pt/妄想族）
- えぇー先生なのに男潮吹いちゃうの!? 拘束・密着ホールド・馬乗りで身動きできず射精後も生徒の追撃手コキで犯された僕。 倉本すみれ（2月27日、痴女ヘブン）
- 友達のカノジョに睨まれレ●プでイカせ続けて中出し 射精直後も子宮口をチン先でグリグリは止めません。 倉本すみれ（3月5日、MOODYZ）
- じんかくそうさ洗脳催眠 老害を手助けする介護福祉士を目指す女子○生のすみれちゃんを俺専属の肉便器介護士1号にしてあげた話w 倉本すみれ（3月5日、山と空/妄想族）
- 大好きなのにもう会えない君と、最後のセックスをした一日。 倉本すみれ（3月12日、ダスッ!）
- How to学園 観たら【絶対】SEXが上手くなる教科書AV【女性の悩み解決SP】倉本すみれ 新村あかり（3月12日、バレマンッ!!/妄想族）
- PREMIUM LESBIAN FUCK 説明無用、男不要。ひたすら夢中になって没頭するレズセックス。 倉本すみれ 天然美月（3月12日、ビビアン）
- 倉本すみれ PREMIUM SPECIAL BEST 20タイトル8時間（3月12日、ROOKIE）※単体ベスト
- たんぽぽ☆プレゼンツ! ド田舎から東京に修学旅行で来ていたイケてる女子校生とパコパコする物語 すみれ & ひかる編（3月12日、たんぽぽ/妄想族）
- 唾液ダラダラのとろけるベロキスと寸止め生殺し射精コントロール 倉本すみれ（3月16日、MAXING）
- クソ生意気なメスガキを鷲掴みピストンでわからせる 倉本すみれ（3月19日、MOODYZ）
- おマ●コとアナルがハッキリ見える 6 素人娘の超接写オナニー 12人（3月19日、かぐや姫Pt/妄想族）
- 新米 CA さん固定バイブ超過激リポート! アナウンス原稿を読み切ることができたら100 万円! 断念したらガニ股黒パンストに即ズボ罰ゲーム（3月20日、SHIGEKI）
- ラブホ女子会に呼び出され朝までお泊り中出しさせられた僕 小悪魔女子二人に挟まれ甘サド淫語で痴女られる! 倉本すみれ 花狩まい（3月26日、痴女ヘブン）
- AV女優8人の意地とプライドを懸けたひたすら生でハメまくり射精させまくり中出しバトルロワイヤル 北野未奈 七瀬アリス 藤森里穂 松本いちか 倉本すみれ 響乃うた 美園和花 弥生みづき（3月26日、本中）
- 彼氏がいるのにおじさんの生棒欲しがる女子大生 すみれ (22)（3月27日、First Star）
- 円女交際中出しoK18歳 断りきれないドM娘 倉本すみれ（4月2日、パコパコ団とゆかいな仲間たち/妄想族）
- お互いのイキ顔を見ながらSEX漬けにされる剛毛姉妹孕ませ調教 二葉エマ 倉本すみれ（4月2日、Fitch）
- MOODYZファン感謝祭 バコバコバスツアー2024 AV男優発掘＆育成スペシャル!! AV男優を目指す素人16名とAV女優16名の1泊2日大乱交ツアー!（4月2日、MOODYZ）◎ ※BD版は4月16日発売。
- 同棲解消されて出戻りニート化してるチクニー狂いのイクイク姉が乳首オナニーの手伝いを僕にさせたくて誘惑してくる 倉本すみれ（4月16日、MOODYZ）
- 【射精誘導】「乳首イジっただけでチ○ポ汁ダラダラ垂らして気持ち良さそうだね。でもまだシゴいちゃダメ。」焦らし淫語と脳イキで絶対快感を味わう【オナニーサポート】（4月23日、グローリークエスト）
- 【脳イキしてみる?】小悪魔淫語で脳と金玉がトロける最高のオナサポASMR 倉本すみれ（4月25日、Materiall）
- ボクのオナ禁を知った彼女の妹から射精禁止の焦らしフェラチオで何度も暴発させられ台無し射精管理され続けた 倉本すみれ（4月26日、h.m.p）
- 校内凌辱猥褻実習 教育実習生 倉本すみれの報告レポートに書けないセックスまみれの2週間（5月7日、アタッカーズ）
- 陽キャだけど（金欠な）女子大生とヤリ放題! 学生街にある実家をリノベして女性限定のシェアハウスのオーナーになったボクは家賃の滞納を許す代わりに無制限中出しSEXをマンキツ 倉本すみれ 桜木美音 琴音華 田中ねね 愛宝すず（5月9日、SODクリエイト）
- 「笑いのためなら女であることを忘れます」 どんなにイカされても笑いを取り続ける女芸人（5月9日、SHIGEKI）
- オジサンの事を見下している生意気な少女達を理解らせWレ×プ ひまり すみれ（5月21日、無垢）
- 団地ふたりぼっち 姉すみれちゃん 妹ももちゃん パパとママがいない夜に…（5月21日、たんぽぽ/妄想族）
- 居酒屋の個室で寝落ちする泥●美女に介抱するフリしてこっそりナマ挿入しまくった絶倫アルバイトのボク（5月23日、SODクリエイト）
- 憧れのバイトの先輩が、早漏を全肯定してくれる僕の専属フェラチオ彼女になった現実。 倉本すみれ（6月4日、グローリークエスト）
- 危険日直撃!! 子作りできるソープランド 52 倉本すみれ（6月6日、Mr.michiru）
- 彼氏と私の言いなりNTR記録 倉本すみれ（6月16日、MAXING）
- 金玉ゼロになるまで本生ザーメン搾り取るノーカット連射性交 倉本すみれ（6月20日、Materiall）
- 「見舞いにきた女子○生のパンチラで勃起したら咥えない焦らしフェラでねっとり抜かれて超敏感になった亀頭を無理やりジュポジュポお掃除フェラされた」 VOL.6（6月20日、DANDY）
- 母娘緊縛 親子丼調教 新村あかり/倉本すみれ（7月2日、グローリークエスト）
- 神スレンダー剛毛美少女 倉本すみれ 無垢5タイトルCOMPLETE BEST 4時間（7月16日、無垢）※単体ベスト
- 完全支配 ～ 身動きが取れない状況で痙攣イキするえっちなオマ〇コ 倉本すみれ（7月16日、MAXING）
- 声出したら中出し! 美少女孕ませきもだめし林間学校 2 七瀬アリス 北野未奈 松本いちか 響乃うた 藤森里穂 美園和花 倉本すみれ 新井リマ 弥生みづき（7月16日、本中）
- 黒パンストデカ尻女子の固定ディルド当てゲーム 利き竿イッポン勝負! 見事当てたら賞金 100 万円! 外せばその場でデカチン即ハメ! ディルドでイッた直後の敏感マ●コに彼氏より大きいチ●ポでハメられイキまくった思春期オ●コは中出しも拒めないのか!?（7月16日、はじめ企画）
- 接吻狂いナースの深夜巡回マスクでむれむれ匂い立つ舌と唾液でベロキス痴療 倉本すみれ（7月25日、Materiall）
- 一流体育大学併設 競泳アスリートばかりを狙うスポーツトレーナー整体治療院 19（8月6日、変態紳士倶楽部）
- 周りにバレないように萌え袖手コキでこっそり何度も射精させる小悪魔J系 VOL.2（8月8日、DANDY）
- 超優良、リピート確実! 愛嬌いっぱいであなたをおもてなす Special風俗♡ 倉本すみれ（8月16日、MAXING）
- イキ我慢人生相談（8月22日、SHIGEKI）
- マン毛も愛して… 清楚な顔してケツ毛までビッシリの剛毛J系 倉本すみれ（8月27日、かぐや姫Pt/妄想族）
- 着せ替えデリバリー えちえちフルオプ射精三昧! 倉本すみれ（9月5日、プラネットプラス/アンビバレンツ）
- カップル○襲 催○ガスNTR記録映像集 3組184分（9月12日、SODクリエイト）
- ドエロ淫語で責める競水痴女 倉本すみれ（9月17日、ミル）
- MOODYZファン感謝祭バコバコバスツアー2024完全版 バコバス7時間50分 + うらバコ4時間 + 未公開シーン収録13時間（9月17日、MOODYZ）◎
- 制服マゾ志願 緊縛の味を覚えた無垢な身体 倉本すみれ（9月24日、AVS collector’s）
- 勃起したままの男を一切動かさないS字尻振り騎乗位エステで骨抜きにする美尻エステティシャン VOL.5（9月26日、DANDY）
- 「パパとママには言わないって約束して…その代わり…」VRオナニーをボクに見られてしまった義姉が親に内緒する代わりにHな事してあげると言って出した条件は手コキ…! 普段清楚な義姉は固くなっていくボクのち〇こに発情してしまい挿れてはイケないと我慢していたのに徐々条件が確定…（9月26日、.Works/FALENO TUBE）
- 【レズ × ASMR × 主観】 没入感と臨場感MAXの究極の小悪魔ASMR脳イキレズサークル 天馬ゆい 倉本すみれ 美園和花（10月8日、ビビアン）
- DAS1 GIRLS MEMORIES 倉本すみれ 1st BEST（10月8日、ダスッ!）※単体ベスト
- 体重38キロ発育途上肢体! 将来の夢はウェディングプランナーになって母親に恩返しがしたい 家庭内父娘相姦・性奉仕2年で941回 「お父さんチ◎ポと精子が大好きになりました」 愛娘NTR貸出調教（10月8日、AVS collector’s）
- 婚約者の父は初恋の先生でした… 倉本すみれ（10月15日、KSB企画/エマニエル）
- 人気セクシー女優をアプリでエロい飲み会に派遣してハーレム合コン中出しnight 松本いちか 倉本すみれ 美園和花（10月15日、本中）
- どこでもおしっこ! 素人娘の大放尿25人 スロー再生でじっくり鑑賞できるマニア向け映像 10（10月22日、かぐや姫Pt/妄想族）
- とある男の秘録集 10（11月5日、ティーチャー/妄想族）
- 専属 無垢な制服美少女とオジサン 等身大な黒髪剛毛少女の魅力を再発見する王道SEX 倉本すみれ（11月19日、無垢）
- 「ねぇ、今、ココでベロキスできたら今日は何発でも中出しさせてアゲル」 倉本すみれと野外デートで接吻してくれたらラブホでご褒美中出しSEX（11月26日、本中）
- カメラの前でおしっこする女 5（11月26日、グローリークエスト）
- おま●この形状まるわかり! 薄いパンツの上からマン汁ぬるぬる透けオナニー 13（11月19日、かぐや姫Pt/妄想族）
- 可愛い子限定!! めっちゃ気持ちがいいフェラチオ300分（12月3日、たんぽぽ/妄想族）
- 華奢スレンダー美少女な彼女が俺の親父に寝取られ種付けプレスされていた。 倉本すみれ（12月10日、ダスッ!）
- 【無垢専属女優】倉本すみれ じゅるじゅる濃密な唾液交換キスとドッロドロ体液まみれ超濃厚SEX（12月17日、無垢）
- 素人ナンパでセンズリ鑑賞 21 見るだけでいいんです! だからちょっと僕のチ●ポ見てもらえませんか?（12月17日、かぐや姫Pt/妄想族）
- パイパン解禁 つるつるおま〇こに初めてのナマ中出し 倉本すみれ（12月24日、本中）[40]
- 本中’24 夏の大共演 完全版! 大感謝8時間 特別プライス!! 七瀬アリス 松本いちか 北野未奈 美園和花 美谷朱里 弥生みづき 響乃うた 新井リマ 倉本すみれ 藤森里穂（12月24日、本中）

- 派遣マッサージ師にきわどい秘部を触られすぎて、快楽に耐え切れず寝取られました。 倉本すみれ（1月14日、ダスッ!）
- セクハラママさんバレー! 11 ハイレグブルマ姿の人妻10人が挑む過酷なエロトレーニング（1月14日、かぐや姫Pt/妄想族）
- 催眠によって「先日助けていただいたオナホです」と思い込んでる隣の家のかよちゃん 催眠術は実在した! 隣の家の美少女にオナホになる催眠術をかけて口マ〇コとパイパンマ〇コが使い放題やり放題! 倉本すみれ（1月21日、無垢）
- オナサポ!! 女子○生 着衣で全裸で挑発的ダンス 11（1月21日、かぐや姫Pt/妄想族）
- クラスの優等生に勉強を教えてくれと言われたので放課後に媚薬でエビぞりイキさせて中出しを教えてしまった。 倉本すみれ（1月28日、本中）
- えっタオル一枚で男湯入るのぉ!? でも超たのしい!! 恥ずかしい羞恥ミッションで大量中出し!! ファン獲得!? 過激フル勃起混浴旅in湯○原温泉 倉本すみれ（2月11日、ダスッ!）
- 「おにいちゃん大好き」 なんでも言うこと聞いてくれる全肯定あまロリ妹ちゃんとイチャイチャおねだりセックス三昧! 倉本すみれ（2月18日、無垢）
- 秘密の中出し学園祭 エッチな願いが叶う魔法のステッキでクラスでぼっちの僕が可愛い美少女10人のマ●コ・ア●ル丸見せ大乱交スペシャル!!（2月18日、本中）◎
- 「お前の彼氏に浮気バラしていいの?」 酔いつぶれた親友のカノジョを生ハメレ×プ 中出しOK好都合ま●こに調教した3日間 倉本すみれ（2月25日、本中）
- 痴姦親父の寸止めリモバイ調教に発情野外べろチュー所構わず膝ガクガク小鹿アクメって自ら求める中出し堕ち性交 倉本すみれ（3月11日、ダスッ!）
- 旅先で仲良くなった子が男と思ってたら女の子だった件!! EX 日焼けあとの残るボーイッシュな美少女と中出し三昧! 倉本すみれ（3月18日、無垢）
- 妻が実家に帰省中、新婚のボクはペットカメラで見られているかもしれないのに… WパイパンスレンダーOL2人の誘惑に負けて朝まで騎乗位ハーレムで何度も中出ししてしまった。 倉本すみれ 天馬ゆい（3月25日、本中）
- 彼女にしたいAV女優No.1! 天然スケベ純度1000%美少女 倉本すみれ8時間BEST（3月25日、ROYAL）※単体ベスト
- 突きたて!! 王様げぇむ 実写版 倉本すみれ 美園和花 姫野らん（4月8日、ダスッ!）
- どうせなら最後にこいつレ×プしようぜw 卒業記念に絶倫モブ男に上下串刺しイラマ＆身勝手中出しで犯され続けた上京寸前美少女 倉本すみれ（4月15日、無垢）
- 剃りたてパイパンおま●こハミマン誘惑に勃起… 小悪魔な彼女の妹に呼び出されては何度も何度も中出しセックスしてしまったサイテーなボク。 倉本すみれ（4月29日、本中）
- 男の娘っておちんちん責められるとアヘ顔晒すからさらに痴女ってヘブンにさせてやるからな! 近藤ムム 松本いちか 倉本すみれ（5月13日、ダスッ!）
- 霊感占い師NTR 嫌なのに…。大好きな彼氏に見られたくないのに…このおちんちんが気持ち良すぎて抗えない… 倉本すみれ（5月20日、無垢）
- 力仕事もできないクセに超高圧的で男勝りな現場監督女子を、スレンダー裸体がへし折れイキ壊れるほど激ピストン串刺し中出し輪姦 倉本すみれ（5月27日、本中）
- 路上で酔いつぶれ… 汚い野良オトコ共達に拉致られヤク漬けに…中出し何発でもOK! キマってエビ反り昇天! 絶対逃げられない! みんなの公共肉便器 倉本すみれ（6月10日、ダスッ!）
- 女性限定! 素人ナンパ! 倉本すみれと気持ちいいことしませんか? 全力突撃レズビアンSEX!（6月10日、ビビアン）
- 高速 ⇔ スローピストン交互に繰り返すグラインド騎乗位で焦らされた挙句… ドバドバ暴発中出し。華奢メンエス嬢の射精コントロール術 倉本すみれ（6月17日、本中）
- 女体フェチ図鑑 8 完全全裸60人（6月24日、グローリークエスト）
- チン先がオクチの形に変わる程! 亀頭真空バキュームからの即ポンッッ! 暴発しても吸い付く超圧着タコフェラ新入社員 倉本すみれ（7月8日、ダスッ!）
- 新・世界一ザーメンを大量に発射する男の超ぶっかけSEX 倉本すみれ（7月8日、ROOKIE）
- 留年回避のため… 単位欲しさにウチに押しかけ! 丸一日入り浸り、生ハメ中出しで13発精子ぶっこヌイてくる小悪魔な生徒に逆らえない。 倉本すみれ（7月15日、本中）
- 声出したら中出し! 美少女孕ませきもだめし林間学校 3 東條なつ 倉本すみれ 虹村ゆみ 香水じゅん 沙月恵奈 柏木こなつ 春陽モカ 美園和花 弥生みづき 松本いちか 大槻ひびき（7月15日、本中）
- RE:PLAY vol.2 運命が、ふたりをまた引き寄せる（8月7日、SILK LABO）※女性向け作品。配信作品『本気にさせたから 天道一然 倉本すみれ』(SILKS-119)を収録。
- 四六時中発情中 6（8月7日、SILK LABO）※女性向け作品。配信作品『真夜中の回診 向理来 倉本すみれ』(SILKU-110)を収録。
- 【ハイレグ無様特化】学校で一番可愛かった性悪糞女を人生終了させるため、おほ声肉便器に人格矯正させてやった。 倉本すみれ（8月12日、ダスッ!）
- 地味でオタクな幼なじみがSEXの気持ちよさを知った途端に騎乗位でいたる所で僕の精子を何発も搾り取ってくる話 倉本すみれ（8月19日、無垢）
- まるっと! 倉本すみれ（8月20日、プラネットプラス）※単体ベスト
- 【激カワ顔面特化】最上級の受け身オナニー体験5シチュエーション! 蔑み淫語で中出し誘導! 見下しオナサポ 倉本すみれ（8月26日、本中）

### アダルトVR
- 爽快スプラッシュ! 顔面イキ潮ぶっかけVR 制服もシーツも潮浸しにしてゴメンね…（1月6日、kawaii*）
- お見合いアプリでマッチングしたガチ恋狙いのメンヘラ変態女 倉本すみれ（2月25日、CASANOVA）
- 「先生! 卒業までに絶対、すみれのこと好きって言わせてやるんだから!」 教え子と自宅で… この制服女子とこれからセックスします! 倉本すみれ（4月26日、CRYSTAL VR）
- 「イヤッ… やめて!!…… ぁん」 犯してきたアナタのチ×ポがドストライクな兄嫁! 完全敗北おかわり騎乗位VR 倉本すみれ（5月23日、溜池ゴロー）
- ボクだけにメッチャ優しくしてくれる早漏男子大好き応援マネージャー 倉本すみれ（6月18日、KMPVR）
- 【顔面特化VR】「キミの目に映るのは私だけがいい… 私はキミだけ見つめてるよ」 没入感度外視! 愛くるしい笑顔と天真爛漫なキャラクター でもホントは自信なくて不安がりで寂しがりやな彼女との至近距離エッチッチ 倉本すみれ（6月23日、kawaii*）
- おい、弟! お姉ちゃんで童貞卒業しとく? 可愛いお姉ちゃんの弟になれるVR 僕のことを好きすぎるお姉ちゃんがイキナリ僕の家に泊まりに来て、おもちゃのように可愛がられてナマで抜かれた2泊3日 倉本すみれ（6月24日、本中）
- 知識はあるけど未経験 何でも知りたい超敏感な文学美少女 倉本すみれ（7月2日、KMPVR）
- 天井特化アングルVR ～夜の職場で禁断のSEX～ 倉本すみれ（7月4日、KMPVR）
- 【お触り禁止! 本番禁止!】元気いっぱい【極エロ剛毛スレンダーS級美少女】を媚薬で発情させると絶頂連発! イキまくりの敏感女子○生のお口と早漏マ○コに勝手に【口内射精・中出し3発】孕ませキメパコ禁断J○リフレ! 倉本すみれ（7月11日、こあらVR）
- 顔面特化アングルVR ～元気な幼馴染に「ロッカーの中」で励まされてイチャラブSEX～ 倉本すみれ（7月25日、KMPVR）
- 元カノとはキス禁止ハメOKなセフレ関係なのだがハメてる最中にたまらずベロキスしたら向こうもまだ好きだったみたいで激しく求め合う接吻しまくりセックスで仲直りした 倉本すみれ（8月31日、アリスJAPAN）
- べろはモザイクがかからない性器（10月9日、KMPVR）
- 【パンツコキ & 尻コキ特化VR】14人完全撮りおろし（10月14日、こあらVR）
- 足裏特化VR（10月21日、KMPVR）
- 男を魅了する天真爛漫スマイル 神対応メイド嬢にココロとザーメンを完全に持ってかれる三ッ星オナクラ 倉本すみれ（12月24日、KMPVR）

- もっと… 喘ぎ声聞かせて? 僕の性感帯をダメにするチクビ弄りに明けても暮れても喘ぎ続け… 倉本すみれ（2月10日、KMPVR-彩-）
- 繁華街雑居ビル内にある現役J系秘密CLUBでは顔面偏差値MAXの美少女たちが絶品舐めテクで男を抜きまくり!? 夜中に営業しているオトナの文化祭に教師のボクが大潜入SPECIAL 倉本すみれ 枢木あおい 斎藤あみり 沙月恵奈 弥生みづき（2月27日、KMPVR-bibi-）
  - 現役J系秘密クラブ 教師の僕が大潜入SPECIAL 優等生のスミレが風俗バイト!? 秘密にする代わりに生ハメSEX!! 倉本すみれ（2025年8月11日、KMPVR-bibi-）※上記作品の一部を単体リリースしたもの。
- 夏休みで帰省した田舎実家で再会した年下幼馴染すみれは少しだけ大人になっていてボクと真昼の汗だく中出し性交VR 倉本すみれ（3月3日、ワンズファクトリー）
- 吐息とベロで耳の中が犯される（3月25日、KMPVR）
- 「へっぽこ～ ゴミクズ～」 生意気メスガキに雑魚扱いされたボクの大人チ×ポでわからせ 倉本すみれ（3月27日、kawaii*）
- 甘くてトロける夢の時間 密着添い寝イチャラブVR（4月19日、KMPVR）
- 舐め陽キャvs乳首責め陰キャ! 彼女の座を奪い合うハーレム幼馴染VR 倉本すみれ 佐藤ののか（5月24日、kawaii*）
- ちっぱいだけどとにかく一生懸命で超献身的な新人ソープ嬢すみれちゃん 満足させられないのでせめて私のマ○コで中出しだけでも 倉本すみれ（5月26日、ワンズファクトリー）
- 家庭教師のボクは教え子すみれちゃんにネットで買った【誰でも1舐めで肉便器奴隷確定 効きすぎ媚薬】を出来心で飲ませたら想像以上に効きすぎて ちんぽ枯れるまで絶倫アクメ性交 倉本すみれ（6月9日、ワンズファクトリー）
- 美顔特化VR 8K SPECIAL すっぴんのおはよう。から、メイク落としておやすみ。まで大好きなカノジョとずっといっしょの1日 倉本すみれ（6月21日、レゾレボVR）
- 基盤あり? NS? NN!? デリヘル呼んだら交渉する間もなく超絶テクで手コキ & フェラ連続即抜き… でも絶倫チ●ポのおかげで中出し逆3Pにありつけた話。 沙月恵奈 倉本すみれ（7月2日、kawaii*）
- 女子○校生の妹にいろいろなデニールの黒タイツを履かせて擦り合いっこエッチ 倉本すみれ（7月13日、DEEP'S）
- 「溺れながら、イッちゃって…」 制服美少女が飲酒キャラ変でヨダレだら～だら～VR 倉本すみれ（7月26日、レゾレボVR）
- 顔面特化 × 褒められVR 倉本すみれと沙月恵奈が精子と時の部屋で＜褒めちぎり＞＜全肯定＞最高の射精へ誘う性欲回復セラピー（7月28日、kawaii*）
- 押したらいけそうな先輩マネージャーを強引に迫ってみた結果… -倉本先輩と野球部室で- 倉本すみれ（8月6日、ワンズファクトリー）
- 着ぐるみバイト後に全身汗だく 濡れた上半身と蒸れた下半身 可愛い顔からは想像もつかない積極的なグイグイ性交に何度も中出し 倉本すみれ（8月7日、KMPVR）
- 「胸がちっとも大きくならないの…」 思春期な妹のまな板ちっぱいを愛せるようになるまでこねくり倒しイカせまくった。 倉本すみれ（9月3日、kawaii*）
- いいなり監禁性活 清楚な女子校生はもう幼馴染のチ○ポなしでは生きられない… 倉本すみれ（9月8日、KMPVR）
- 3DVR 本サロレストラン 18 倉本すみれ（9月11日、FS.KnightsVisual）
- 隣の世話好きギャルの逆追撃ピストン 倉本すみれ（9月23日、KMPVR）
- 笑顔で見つめられながら乳首をコリちゅぱ!! 寮に住む優等生に悶絶するほどチクビをイジられ完全降伏 倉本すみれ（10月6日、KMPVR）
- 黒タイツ × 着衣美少女 いろいろなデニール数の黒タイツを履いた美少女の足裏が見たい… 踏まれたい… 匂いを嗅ぎたい… ナイロン極サンクチュアリ（10月12日、DEEP'S）
- 倉本すみれの寸止め焦らしスローテク 弥生みづきの病みつきデカ尻爆速ピストン わびさび緩急プレイで永遠射精ループさせるギアチェンオナサポ（11月5日、kawaii*）
- 8KVR × kawaii*女学院 ＜アオハル学園編＞女子校に赴任した僕にモテ期到来!? 教室で… 保健室で… 体育倉庫で… 性欲が尽きない教え子8人に痴女られ抜かれまくるハーレム逆9P大乱交 西元めいさ 乙アリス 橘メアリー 斎藤あみり 有栖舞衣 渚みつき 千石もなか 倉本すみれ（11月29日、kawaii*）
- 8KVR × kawaii*女学院 ＜修学旅行編＞女子校に赴任した僕の完全モテ期!! 旅行ハイで性欲が尽きない教え子8人に痴女られ抜かれまくるハーレム逆9P大乱交  西元めいさ 乙アリス 橘メアリー 斎藤あみり 有栖舞衣 渚みつき 千石もなか 倉本すみれ（11月29日、kawaii*）

- 【8K】終電がなくなり後輩上司の家に泊まることになったのだが、ノーパンノーブラの部屋着に興奮して一晩中セックスしまくった。倉本すみれ（6月27日、SODクリエイト）
- ようこそ! 中出し射精サークルへ 男は僕1人だけ!? 本中学園8人の女子に抜かれまくるハーレム中出し夏合宿【8KVR】 七瀬アリス 松本いちか 北野未奈 美園和花 藤森里穂 弥生みづき 響乃うた 倉本すみれ（7月11日、本中）
- 10年ぶりの兄妹風呂で洗いっこ。勃起を抑えきれなかった兄（僕）は妹とお風呂場でSEXしてしまう。倉本すみれ（7月18日、SODクリエイト）
- 『国・数・英・理・射精管理♡』スクールカースト上位女子による放課後射精管理! ‘小悪魔淫語’と‘寸止め焦らし’に我慢汁ダラダラの生殺し学園ライフ!! 倉本すみれ（7月26日、DOC）
- 美女ナースと夢のオナサポ入院生活! あなたをじーっくり見つめながら舐めテク清拭 × ご奉仕淫語プレイで精液全搾取!! 倉本すみれ（9月27日、DOC）

- 同窓会で帰省した幼馴染10人が僕とお見合い大作戦! ～女だらけの田舎村で僕1人を奪い合う超ハーレム中出し大乱交～ 東條なつ 倉本すみれ 虹村ゆみ 香水じゅん 松本いちか 弥生みづき 美園和花 春陽モカ 柏木こなつ 沙月恵奈（7月13日、本中）

### アダルト配信
- みほ（11月23日、日払いちゃん）※「みほ」名義
- ちかちゃん（12月1日、ねっとりフリックス）※「ちか」名義
- みりちゃん（12月6日、新世代女子）※「みり」名義
- すみれ（12月24日、シロウト速報）
- すみれ（12月24日、素人ムクムク）
- 【正統派美少女がエンドレス潮イキ】【お台場でナンパからの海ピク同行】【元カレ似のイケメンスタッフに口説かれホテイン!?】【可愛い、細い、足長い、エロい】【恥ずかしいのに潮吹きが止まらない】【イチャラブ中出しSEX!】〜激ウブちゃんを連れてきた。#04〜（12月25日、プレステージプレミアム）
- 【初撮り】【透明感抜群】【美しいクビレ】清楚感溢れるルックスと眩しい笑顔が素敵な美人JDを発掘。男優の激しい手マンで人生初の大量潮吹きを経験すると、徐々に痴態が露わになって.. ネットでAV応募→AV体験撮影 1720（12月31日、シロウトTV）

- すみれ（1月2日、俺の素人-Z-）
- すみれ（1月14日、素人ホイホイZ）
- みれいちゃん（1月19日、素人ホイホイ）※「みれい」名義
- No.1199 倉本 希（1月20日、舞ワイフ）
- SUMIRE（1月20日、素人ホイホイ）
- あおい（仮名）（1月23日、路地裏ぱんぱん）※「あおい（仮名）」名義
- 【美細P活娘×媚薬＝即快楽堕ち!!】【第一印象は清楚!!本性はガチ淫乱】【塩対応から豹変の性欲MAX神対応おかわり3NN】スレンダー生意気P活美少女のアヘ顔見たいと思いませんか!?価格設定は高いが『ルックス○/態度△』と噂のハイスぺP活娘とマッチングに成功!!しかし噂以上の塩対応!!媚薬オプつければ理性崩壊のスレンダー美体大痙攣の連続おかわり神対応3NN!!/ラブホドキュメンタリー休憩2時間/媚薬SP（1月28日、プレステージプレミアム）※「あや」名義
- 【淫乱サラブレッド美少女が見参!!】【姉のセフレをブン取るご機嫌な性欲!!】【パッと見は清純系ドビッチスレンダー美少女2NN!!】家族全員が淫乱!!女系ドエッチの本命サラブレッド娘が降臨!!見た目は清楚な美少女♪スレンダーな清楚系美少女なルックスなのに…血は争えない!!しっかりエチエチマインド!!姉のセフレを乗っ取り記念で撮影開始!!想像以上のド淫乱…のっけから生チン跨る2NNこの淫乱性は才能だ!!/男優のセフレ/No.96（1月30日、プレステージプレミアム）
- Kさん＠台場（2月14日、しろうとまんまん）
- すみれ & るみか（2月2日、素人ペイペイ）
- すみれ（2月27日、東京恋マチ女子）
- 【圧倒的美少女】【清純派】クラスの男子があこがれる可憐な女子●生がお金欲しさにオジサンと生ハメ円光 #制服 #スレンダー #清楚 #ショートカット #実は1●歳【われめちゃん/めい(1●)/#008】（2月27日、しろうとまんまん）
- すみれちゃん & ひかるちゃん（3月4日、俺の素人-Z-）
- 【初めて来たメンズエステ… こんな可愛いスタッフさんだったらもっとカッコつけて来たのに!】 担当のお姉さんが全身を使ったマッサージをしてくる! なぜか胸などに手が当たったり! そしてなぜかナマで挿入… 乳首はやめてっ!! 僕、弱いから!! 涼しい顔して客を沼に誘う美妖怪 倉本さん（3月25日、ドキュメントdeハメハメ）
- <超絶修羅場。無許可中出し>アイドル級ルックスで… イルミネーションを笑顔で眺める可愛い彼女発見wこんな娘がAVに出てくれるとか世も末w 彼氏あざーッす! 彼女は最初乗り気では無かったものの、彼のトラウマを払拭できるのではと出演を決意w純粋そうな彼女は脱げば完全逸材だった…。激ピスの度に跳ねる未熟な体に大きくなる喘ぎ声。無事撮影終了と思いきやまさかの彼から生中出し許可! この後超修羅場w あ～あw わかなさん (20) 大学生（3月30日、NTR.net）
- すみれ（4月1日、＃素人しか勝たん）
- すみれ（4月8日、素人CLOVER）
- S.K（4月12日、素人ホイホイLover）
- すみれ（4月25日、Girl’s Blue）
- 【スリルとチ●ポを味わう正統派美女JD】足湯デートで人目を盗み勃起するほどの濃厚ベロちゅー! 「硬くなってる…♪」そのままトイレに駆け込みねっとりフェラチオ! 待ちに待ったチ●ポに脳汁ドバドバ! 下っ腹を痙攣させてノーピストン絶頂! 絶倫マ●コにねだられるまま連続発射! 【しろうとハメ撮り＃すみれ＃21歳＃女子大生】（5月4日、MOON FORCE）
- すみれ 2（5月6日、＃素人しか勝たん）
- すみれちゃん 2（5月6日、俺の素人-Z-）
- すみれ（5月24日、パコられ美少女）
- S & R（6月1日、素人ペイペイ）
- りあ（6月7日、俺の素人-Z-）
- 【このギャップがどエロい！清楚系の透明美少女はHになると大豹変!!!】待ち合わせから常に笑顔○めっちゃいい子で可愛すぎるJDとラブラブデート♪ からのッ～ホテイン即SEX! 二人きりになった途端、スケベな目つきに豹変… 全身クネらせチ●ポを求める! 妖艶な上目遣いでねっとりフェラ! 20歳の弾ける色白美乳&ぷり尻に我慢出来ずに膣奥まで全力ピストン! イキそうになると乳首カリカリしながら自ら腰振り騎乗位! 清楚な見た目から想像出来ない乱れっぷりに大大興奮! 【t●nderist!!】ヒカリ 20歳 大学二年生（6月26日、Janet）
- 【配信専用】絶対主観!! もはや精子が枯渇寸前! 超気持ちイイッ!! 乳首舐め手コキ #10（6月30日、ふぇちぽいんと）
- 【堂々と親に紹介できる彼女】清楚でキュートなのに実はクソエロい夢みたいな彼女登場!! 何言ってもニコニコ楽しそうにしてくれる好感度MAX美少女が2人きりの時はグイグイSEX誘ってきて、華奢な色白ボディをくねらせながらま●こギュウギュウ締めてくる!! 俺たちが夢見たどエロ清楚彼女がここに!!! 【VlogDiary #015】すみれ 20歳 私大2年（7月1日、VLog Diary）
- すみれ 3（7月15日、＃素人しか勝たん）
- ゆき（7月21日、素人参加バラエティ）
- （仮）暗黒005さん（7月22日、暗黒）
- 【小柄な清楚系ビッチをハメ倒す!】 見た目とは真逆のド淫乱女子とラブホでハメ撮りSEX! 【フリーター/美チクビ】すみれちゃん（7月30日、ハメタバース）
- すみれ (20)（8月6日、素人ホイホイZ）
- 久美子 & 奈津美（8月11日、素人参加バラエティ）
- すみれ（8月15日、お店に内緒のJ○リフレ）
- さら（8月15日、待ち伏せハンター）
- れみ（8月17日、シロハメ）
- 【彼氏がいてもお構いなしのヤリマン幼馴染とプールで生ハメ】ワンナイ常習犯のバリキャリ系陽キャ美女がGスポ責めで立ち潮ションを大放出! バイブに跨り疑似騎乗で快楽を貪り生チンに爆イキ! 浮気バレのピンチでもチ●ポの誘惑に即堕ちwww 数時間前までただの幼馴染だったのに… こんなエロい身体を知ってしまったらもう戻れない! 【あまちゅあハメREC＃マナミ＃OL】（8月30日、MOON FORCE 2nd）
- みれいちゃん (21)（8月31日、素人ホイホイ えろきゅん）
- 【配信専用】怒涛のおかわり二連顔射!! 空になるまで搾り取る限界ヌキ! 3（9月8日、ふぇちぽいんと）
- 【フレッシュ潮噴出】日本全国、時には海外まで大学終わりにバイト終わりにエロ旅ウォーカーのぞみちゃん! 酒とチ●コに 酔い、朝までずーっとフェラチオしてたい!? 奥から溢れ出る潮が止まらない! ぐしょ濡れキツマンに猛烈ピストン!!【エロのスジガネ NO.20】のぞみ 21歳 旅慣れエロウォーカー（9月10日、SUKEKIYO）
- すみれ（9月12日、密室タクシードライバー）
- 【海ナンパ2022】清楚系スベスベ白美肌JD→実は猫を被った性欲モンスター! 水着を脱がすと露になるプリプリ桃尻! チ○ポをベロベロ舐め回す圧巻の舌技! 腰フリ尻揺れ激感の騎乗位! 潮噴き中出し大連発!! オイルをぶっかけ足コキ&バイブ責め! 超高速ピストンにコレでもかとイキ狂う!! ゆり 20歳 女子大生（9月24日、プレステージプレミアム）
- 【みんなでNS】ガチ中出し5P大輪姦! 剛毛ドM美少女コスプレイヤーすみれ (21)（10月19日、ノースキンズ）
- 【配信専用】主観大好き!! エチ過ぎ注意!! すんごいレロレロベロチュー手コキで射精待った無し! 9（10月20日、ふぇちぽいんと）
- すみれ（10月24日、民泊経営者の極秘ファイル）
- すみれ (18) 『おうち行きたい♪』と自らエッチを希望しちゃう令和最強ポテンシャルJ♡と初エッチ♪【1限目】海デートからの彼ピ宅で即エッチ! 露になった美乳を揉み揉み＆舐め舐めしたらカチカチ乳首とチ●コが完成ｗ 膣奥目掛けて振り下ろすガン突きピストンで絶頂SEX 【2限目】射精したばっかなのにお掃除フェラで再勃起からの生チン挿入! 2回戦目を感じさせない容赦ない突き上げピストン攻撃でたまらず大量中出し!（10月27日、しろうとまんまん）
- 青117ちゃん（11月11日、蜃気楼）
- すみれ（11月12日、おっぱいちゃん）
- すみれchan（12月6日、素人まっちんぐ）
- N121ちゃん & N121ちゃん（12月9日、蜃気楼）
- すみれ 2（12月19日、おっぱいちゃん）
- （仮）暗黒030さん（12月30日、暗黒）

- しおり（1月26日、恋愛カノジョ）
- 【止まらん潮吹き! 誕生日ガールにセックス☆バースデー】笑顔がキュートなおねだり娘! 感度↑↑マ●コはイキすぎ幸せスプラッシュ! バイブを挿入してオナニー! →「これじゃヤダ… 本物がいい…」とチ●コおねだり! コスプレからの連戦でハピバ中出しプレゼント!!!【なまハメT☆kTok Report.58】 すみれ 20歳 女子大学生（2月11日、DOC）
- すみれ（2月13日、俺の素人）
- 看護学生 すみれ（2月20日、ギャルpay）
- すみれchan 2（3月7日、素人まっちんぐ）
- 花澤（3月10日、素人盗撮倶楽部）
- 【抜けるクビレNo.1】 超SSS級に可愛い! スレンダー美乳な現役JDを彼女としてレンタル! 口説き落として本来禁止のエロ行為までヤリまくった一部始終を完全REC!! 遊園地デートを楽しんだ後は、ホテルで秘密のいちゃラブSEX!! 清楚系かと思いきやキツマンで●り上げる小悪魔騎乗位がエロ過ぎる!! 焦らしながらの杭打ちピストンが最高にヌケる!! お返しのデカチンFUCKで最高の桃Siriを突きまくる!! 【激カワ中出し懇願JD】 すみれちゃん 20歳 大学生（3月19日、プレステージプレミアム）
- この子のSEXが想像できますか? ●供みたいに無邪気で天真爛漫、キラキラな保育士さんと鎌倉観光! しかしそれは表の顔に過ぎなかった! 「SEXは好きですよ」?、すかさず獲って喰って中出し! こんな普通の子も、こんな変態SEXするんだから、俺は世の中の女子が信用できないんだよ! ：今日、会社サボりませんか? 69 in下北沢 すみれちゃん 21歳 保育士（4月25日、プレステージプレミアム）
- 【めちゃカワ】【地下アイドル】可愛さ満点の地下アイドルが登場しました! エッチな撮影にって大丈夫なのかスキャンダル!? 『セックスでアイドルの知名度UPと家賃の支払いのためにw』彼女の自身はやる気満々! 【極スレンダー】【超美尻】おちんちんの扱いが上手すぎるw ニコニコと可愛い笑顔でシゴキながら舐めまわす! 極上フェラテクはマジ必見!! 巨根のピストンに陰毛ふさふさマンコは悶絶イキまくり! 喘ぎっぱなしで過呼吸寸前。激しく突かれて気持ちよさそうにめっちゃ喘ぎまくるSEXを見逃すな!! すみれ 20歳 地下アイドル（4月28日、ARA）
- ラグジュTV 1669 柚香 21歳 看護師 まさに朝ドラヒロイン級!? 見た目は清楚、中身はスケベな看護師が登場! 焦らされプレイに我慢できず、スレンダー美ボディをくねらせ発情おねだり!（5月3日、ラグジュTV）
- #顔良し、性格良し、スタイル良しの最強の彼女とイチャラブデート #色白ピンク乳首 & 敏感ミニマ●コを独占! 小さくても性欲MAX寝起きで自らチ●ポを求める快楽主義者の彼女とSEX!! エチエチ敏感肌! 愛嬌 & 性欲たっぷりの専門学生＠すみれちゃん (20)（5月16日、はめどりでぃず）
- すみれちゃん（5月23日、パコちゃん。）
- 【絶叫・絶頂・失神】貢がせ女にリベンジ! ホテルに連れ込み問答無用セックス! タイツを破り、ブラを切り刻み、エロい身体を楽しむ!! イラマチオで涎ダラダラ溢れまくり! 男二人がかりでガチハメ開始! 潮吹き上等! 失神してもピストンは止まらない【強デカマラ子宮突き上げ衝撃失神】【リベンジポルノ2.0】【貢がせ女 あずさ】（5月28日、街角シロウトナンパ）
- 【推ししか勝たん! Z世代リアコ女子の淫乱発情SEX】 バイト代は推し財布に全額投入ww 生粋のアイドル好きオタク女子がイケメンスタッフを前に大興奮ww 目の色変えて全身クネらせチ●ポを求める! ぷりっぷりの美尻と美乳、華奢な身体がいやらしすぎる! 清楚な見た目から想像出来ない乱れっぷり! 普通のギャルよりエロいじゃねぇかww ごっくん顔射中出し9連発!! 【訳アリZ世代.9 ゆいな】（6月12日、SUKEKIYO）
- 【未●年臭する背徳ロリ体を個撮生ハメ】 世間知らずの小生意気コスレイヤーにキモおじカメコが種付け! 人生初玩具に混乱→イヤなのにち●ぽ握らされ嫌悪顔www あばら浮き出る華奢美BODYに見合ったミニマンを容量オーバーの巨根で貫通! しろくまコスで2回戦目♪ ●教済みくま娘のペロペロご奉仕で即勃起♪♪ 限界以上に腰を反らし大絶叫! ご褒美精子を顔射!! 【あまちゅあハメREC＃のぞみ＃コスプレイヤーJD】（6月13日、MOON FORCE）
- すみれ (scute1399)（7月22日、S-Cute）
- すみれちゃん（7月23日、少女A）
- すみれちゃん 2 (ore942)（7月28日、俺の素人）
- 枕グラドルK（8月3日、素人ペイペイ）
- すみれちゃん (oreco431)（8月17日、俺の素人-Z-）
- すみれちゃん (oreco443)（9月1日、俺の素人-Z-）
- ことね & すみれ（10月6日、Re:Fuck）
- スミレちゃん（10月7日、ゲリラ）
- すみれ (icrm054)（10月25日、あいすくりーむ）
- 【W超カワJD降臨! ハチャメチャ乱交SP!】 エロ自撮りは当たり前♪ヤリ盛りな美少女JD2人組が登場!! 今回の裏垢美女は【経験人数1人のむっつりパイパンgirl&経験人数3桁超えのヤリマン剛毛girl】カフェで我慢できなくなってトイレでWフェラ→2人ともヤル気満々ヤリ基地へ移動♪ お酒で乾杯してエンジョイSEX☆ ハイになりながら代る代るハメまくる肉欲の宴… 快楽の虜になった学生の無計画生ハメ & 中出しハイテンション乱交5射精! 【撮影OK #裏垢タダマン FILE04: @echi_risu & @bitch_sumire】（10月28日、街角シロウトナンパ）
- 【メンエス盗撮】くびれがエロいスレンダー美女が丁寧に泡●体。勃起してしまった肉棒まで丁寧に手コキご奉仕するも、なかなか納まらないので本番行為にまで発展してしまう…。#担当:すみれ（11月2日、ドキュメントdeハメハメ）
- 女子1500m走出場K (oremo055)（11月7日、俺の素人-Z-）
- すみれてゃ（11月10日、＃素人しか勝たん）
- すみれてゃ 2（12月8日、＃素人しか勝たん）
- 倉本さん (ddh077)（12月17日、ドキュメント de ハメハメ）
- すみれん（12月29日、東狂ハメンジャーズ）
- 【天使な小悪魔】スレンダー美乳のコンカフェ店員が逆ナンパ!! 禁断の寝取りドキュメント!! この笑顔に癒される事間違い無し!! マジ惚れ注意の透明感MAX美少女が小悪魔テクで男を誘惑しまくるっ!! 【NTRリバース】 りさちゃん 21歳 コンカフェ店員（12月31日、プレステージプレミアム）

- すみれちゃん (ore989)（1月2日、俺の素人）
- すみれちゃん（1月8日、ハメタバース）
- すみれ（1月27日、ハメドリネットワークSecondEdition）
- 【大●保公園】??ちゃん【た●んぼ】(DAM-031)（1月30日、はめちゃん。）
- すみれ（3月12日、オモチカエリ）
- すみれちゃん & ひまりちゃん（3月17日、シロウト速報）
- すみれ & ひまり（3月24日、素人ムクムク-塩-）
- H & Sちゃん（4月7日、素人ムクムク-W-）
- 利用者No.006 S様（5月12日、レンタルなんもしないけど勃起はする人）
- すみれ（6月5日、素人ぱいぱい）
- すみれ (uraj003)（6月24日、裏垢ちゃん）
- 本気にさせたから 天道一然 倉本すみれ (SILKS-119)（8月28日、SILK LABO）※女性向け作品
- 真夜中の回診 向理来 倉本すみれ (SILKU-110)（9月4日、SILK LABO）※女性向け作品
- 【スレンダー神ボディ】顔出しNGのはずが…! T●kT●k美少女(19)の裏アカおせっせがエロすぎたwww れみ（9月10日、黒船）

- れんかちゃん (hmdnc776)（2月5日、ハメドリネットワークSecondEdition）

### イメージDVD / BD
- nudie 倉本すみれ（2022年2月25日、スパイスビジュアル）
- Girl Friend 倉本すみれ（2023年12月1日、ファインピクチャーズ）◎

### デジタル写真集
- SUMIRE -咲き誇る青春の記憶- 倉本すみれ（5月6日、プレステージ出版、撮影：松田忠雄）※【グラビア写真集】と【ヌード写真集】の2種類あり。また【ヌード写真集】は映像特典が付属し、MGSブックス版とFANZAブックス版には、それぞれ限定カットを収録。
- 青春＃アオハル 倉本すみれ（6月10日、プレステージ出版、撮影：	C:TAKERU）※【グラビア写真集】と【ヌード写真集】の2種類あり。また【ヌード写真集】は映像特典が付属し、MGSブックス版とFANZAブックス版には、それぞれ限定カットを収録。
- 絶対的スーパーナチュラルポーズブック 倉本すみれ（8月5日、プレステージ出版、撮影：C:TAKERU）
- 絶対的透け透けテカテカポーズブック 倉本すみれ（9月16日、プレステージ出版、撮影：C:TAKERU）
- みんなあつまれ MOODYZキャンペーン2022 Special Photo Book（11月4日、FANZA BEAUTY COLLECTION）※FANZA限定配信。
- ABSOLUTE SPORTS POSE 絶対的青春スポーツポーズ集 倉本すみれ（12月23日、プレステージ出版、撮影：C:TAKERU）

- トリプルHAPPYキャンペーン2023電子ふぉとぶっく（9月8日、FANZA BEAUTY COLLECTION）※FANZA限定配信。
- みんなあつまれ MOODYZキャンペーン2023 ホームランフォトブック（11月17日、FANZA BEAUTY COLLECTION）※FANZA限定配信。
- Smile 倉本すみれ（12月1日、プレステージ出版、撮影：ari）※【グラビア写真集】と【ヌード写真集】の2種類あり。また【ヌード写真集】のFANZA版には限定カットを収録。

- 倉本すみれ撮り下ろしBEST vol.01（5月10日、プレステージ出版）※プレステージ出版からリリースした写真集「SUMIRE -咲き誇る青春の記憶-」「青春#アオハル」「smile」のベストカットと40枚以上に及ぶ未公開カットを収録した作品集。
- トリプルHAPPYキャンペーン2024 でじたるふぉとぶっく（9月6日、FANZA BEAUTY COLLECTION）※FANZA限定配信。

### 音楽作品
「fleuЯR」名義
- 好きすぎる / 明日くもりのち（配信版：2025年5月31日[28][29]、CD版：2025年7月23日[32][注 1]）

## 出演・掲載

### ラジオ
- ねむチキ（2023年10月15日・22日、TBSラジオ）

### ネット配信
- カチコチTV（2022年5月13日、20日、FANZA見放題）

### 雑誌
- 週刊実話増刊ザ・ダブー 2022年3月11日号 Vol.155（日本ジャーナル出版） - 「AV女優インタビュー 倉本すみれ」
- 月刊FANZA 2022年8月号（ジーオーティー）- インタビュー「人気女優NOW」
- 実話BUNKA超タブー 2022年8月号（コアマガジン）- 本人解説袋とじ「倉本すみれ イチャラブAVを本人と一緒に観ながらヌキどこ解説」